# 巴里奧斯市
巴里奧斯市（西班牙語：Ciudad Barrios），是薩爾瓦多的城鎮，位於該國東部，由聖米格爾省負責管轄，面積68.13平方公里，海拔高度906米，2007年人口24,817，人口密度每平方公里364.26人。
13°46′N 88°16′W / 13.767°N 88.267°W